# 吳長釗
吴长钊（？—？），字勉吾。福建福清人，清朝政治人物，同進士出身。
光緒九年（1883年）癸未科進士，三甲二十五名；同年五月，著交吏部掣签分发各省，以知县即用，历官直隶阜城縣知縣。光绪二十年，開缺回籍。